# Список эпизодов телесериала «Забытые»
Ниже приводится список серий телесериала «Забытые», премьера которого состоялась на ABC 22 сентября 2009 года.

## Список эпизодов

### Сезон 1: 2009—2010
| # | Название                                                | Дата показа      | Продюсерский код |
| --- | ------------------------------------------------------- | ---------------- | ---------------- |
| 1 | «'Девушка с дороги (англ. Pilot)'»                      | 22 сентября 2009 | 2J5091           |
| В чикагском парке находят неопознанное тело девушки, личность которой пока не удаётся опознать. Спустя некоторое время детектив Грейс Расселл приходит к Алексу Доновану и передаёт ему материалы дела о неизвестной девушке, найденной в парке около месяца назад, говоря, что он может попытаться опознать её. Вскоре Алекс и ещё несколько добровольцев – Линдси, Кэндис и Уолтер собираются на квартире, и к ним присоединяется Тайлер Дэвис, которого судья назначил на общественные работы. Он узнаёт Линдси, так как видел её в выпуске новостей, и она представляет его остальным, говоря, что Тайлер – талантливый художник и скульптор. Алекс сообщает остальным, что они должны опознать Дорожную Джейн раньше, чем её похоронят без имени. Девушке было от восемнадцати до двадцати двух лет, на ней была дорогая блузка, у неё была татуировка, и полиция нашла клочок бумаги с числом 5016, значение которого тоже не было установлено. Тайлеру всё это не нравится, он хочет уйти, но Алекс останавливает его и говорит, что их группа опознала больше дюжины неопознанных покойников. Решив остаться, Тайлер ваяет лицо Дорожной Джейн и на следующий день показывает работу остальной команде. Затем они отправляются на то место, где было обнаружено тело, и Уолтер говорит, что рядом есть заправка. Он приходит туда, расспрашивает продавца и предлагает оставить тут листовки – на тот случай, если кто-то помнит девушку, но продавец отвечает, что это против политики магазина. Кэндис говорит, что у жертвы был чёрный лак, и они с Тайлером совершают поход по магазинам, где отовариваются готы. Там они берут несколько рекламных буклетов местных клубов, и вечером отправляются туда. Там вышибала принимает их за копов, и Кэндис говорит ему, что они ищут девушку. Детектив Расселл говорит Алексу, что продавец не покидал заправку, и не причастен к убийству. Тайлер спрашивает Кэндис, почему она в группе, и та рассказывает, что ненавидит свою дневную работу, а здесь чувствует себя нужной, помогая жертвам. Возле клуба они останавливают двух девушек, и одна из них говорит, что убитую звали Вивиан, но фамилию она не знает. Домой она ездила на метро, и татуировка была сделана раньше, чем они познакомились. Позже, просматривая записи с камер в метро, они видят её, а Алекс и Кэндис находят женщину, которая видела, как Вивиан расплачивалась монетами и мелкими купюрами. Они находят забегаловку, где Вивиан работала официанткой, и менеджер сообщает, что фамилия Вивиан была Симмонс. Найдя её квартиру, они видят, что Вивиан жила одна. В дверях появляется парень по имени Клэй, который не знал о том, что Вивиан мертва. Он говорит, что пытался встречаться с ней, а потом советует поговорить с её парнем Квинтом. Расселл и Алекс едут к родителям Вивиан, но когда говорят её отцу, что приехали насчёт его дочери, тот зовёт её, и из дома выходит другая девушка. Расселл и Алекс понимают, что Вивиан Симмонс – не настоящее имя их жертвы, а Вивиан говорит им, что её кошелёк с документами украли. Тогда они решают заняться Клэем, который показался им подозрительным. Они узнают, что Клэй был исключён из медицинской школы, а Уолтер следует за Квинтом, и тот бьёт его, говоря, что Вивиан бросила его, и он никогда бы не тронул её. Алекс и Тайлер тем временем узнают, что Клэй торговал таблетками, которые крал из лаборатории, и когда едут к нему, Клэй пытается сбежать. Алекс преследует его, догоняет, и Клэя отправляют в участок. На допросе он говорит, что торговал таблетками, чтобы платить за колледж. Он видел Вивиан несколько недель назад. Тайлер считает, что татуировка девушки – часть вил дьявола, но татуировка не закончена, поэтому её не распознали сразу. Они находят школу, где училась девушка, и устанавливают её настоящее имя – Трейси Бенедикт. Директор говорит, что здесь учится младшая сестра Трейси, за которой приехала мать. Алекс подходит к ней и сообщает, что они нашли тело её дочери. Позже мать Трейси рассказывает им, что её муж умер от рака несколько лет назад, и Трейси узнала об этом, когда делала татуировку – поэтому та осталась незаконченной. Сестра Трейси отдаёт Кэндис блокнот с номерами тех, кто звонил им, когда они искали Трейси. Алекс замечает женщину на машине, подходит к ней, и та говорит, что была учительницей Трейси. В городе она случайно столкнулась с ней в той забегаловке, где Трейси работала официанткой, и она просила не говорить матери о том, где она. Кэндис находит в блокноте номер, начинающийся с 5016, и устанавливает, что с него Трейси получила сообщение от Джессики, девушки из клуба. Алекс находит Джессику и говорит, что она солгала, назвав Трейси Вивиан. Джессику приводят в участок, и та на допросе рассказывает, что они с Трейси были лучшими подругами и обе собирались в Калифорнию. Когда та впервые оказалась в городе, Джессика показала ей все места, а потом та внезапно захотела вернуться домой и даже купила билет на автобус. Рассердившись, Джессика убила её ударом по голове и бросила тело у дороги. Позже группа приходит на похороны Трейси, и Кэндис рассказывает Тайлеру, что восьмилетняя дочь Алекса Люси была похищена два года назад, и он так и не нашёл её. Алекс говорит матери Трейси, что убийца созналась, а её дочь собиралась вернуться домой. |                                                         |                  |                  |
| 2 | «'Девушка с бриллиантом (англ. Diamond Jane)'»          | 29 сентября 2009 | 2J5051           |
| Полиция приезжает к найденным на задворках сильно разложившимся человеческим останкам, затолканным в ящик. Позже Грейс сообщает Алексу о найденном шесть недель назад теле женщины, и когда группа собирается вместе, Алекс сообщает остальным, что их жертва была задушена и найдена в картонной коробке необычной формы, и при ней была карточка соседнего отеля. Предполагая, что жертва была проституткой, они едут в отель и узнают, что такая карточка выдавалась посетителям, для которых не оставляли записей. Тайлер воссоздаёт лицо жертвы, а остальные узнают, что картонная коробка, в которой лежало тело, предназначалась для хранения синтезатора. Вернувшись в отель, Уолтер видит камеру и спрашивает менеджера, может ли он получить запись, но его выпроваживают из здания. Тем временем Алекс идёт в морг и говорит с патологоанатомом. Та сообщает, что температура окружающей среды поспособствовала быстрому разложению тела. Она нашла обручальное кольцо, и говорит, что не считает жертву шлюхой. Получив кольцо, Кэндис предполагает, что жертва могла быть сбежавшей невестой. Тайлер демонстрирует остальным снимок предполагаемого облика их погибшей, а Линдси собирается проверить все брачные объявления, чтобы попытаться найти её. Алекс относит кольцо ювелиру, и ему сообщают, что на нём есть серийный номер, который стали ставить после одиннадцатого сентября. Магазин, в котором был куплен бриллиант, разорился, и найти там что-либо будет невозможным. Проверяя записи, Линдси узнаёт, что Кэндис едва не вышла замуж. Смотря на кольцо, Линдси предполагает, что оно было сделано на заказ, а затем они проверяют все сделанные на заказ платья и подбирают семнадцать возможных вариантов. Алекс тем временем находит человека, заявившего о пропаже невесты. Встретившись с Патриком, он узнаёт, что девушку звали Эллисон Джеймс. Они работали вместе, затем Эллисон сказала, что едет в Чикаго и пропала. Как выяснилось позже, в Чикаго её не посылали, и Патрик заявил в полицию. Её родители подозревали, будто Патрик убил Эллисон. Тем временем Уолтер снова приходит в отель и просит женщину на стойке позволить ему просмотреть записи с камер наблюдения, чтобы попытаться найти Эллисон. Поколебавшись, та отдаёт ему записи. Грейс и Алекс пытаются выяснить, что Эллисон делала в городе. Линдси беседует с родителями девушки и спрашивает, мог ли Патрик причинить ей вред. Те предполагают, что такое возможно. Затем Алекс и Грейс находят место, куда ездила Эллисон, и находят отца Патрика, который говорит, что Эллисон приезжала к нему. Он рассказывает, что не общался с сыном уже долгое время, и Эллисон пыталась убедить его помириться с Патриком. Мужчина говорит, что после развода с матерью Патрика снова женился на женщине по имени Шарлотта. Его первая жена не так давно умерла от рака, и Патрик винил Шарлотту в том, что из-за неё отца не было рядом, когда она умирала. Тайлер и Кэндис затем сообщают Патрику, что Эллисон поехала в Чикаго, чтобы встретиться с его отцом. Патрик сообщает, что Шарлотта изменяла отцу и не позволяла встречаться с бывшей женой. Алекс и Линдси находят Шарлотту, которая говорит, что Эллисон была у неё, и что она всё это время защищала своего мужа. Грейс находит номер телефона, и когда они с Алексом находят владельца, то тот оказывается помощником прокурора. Встретившись с ним, они узнают, что Эллисон приносила ему отпечатки пальцев Шарлотты, чтобы узнать, кем она является на самом деле. Проверив их, помощник прокурора узнал, что настоящее имя Шарлотты – Ребекка Хилл, и она привлекалась за подделку банковских чеков. На момент брака с отцом Патрика она ещё была замужем, что делает этот брак недействительным, и Алекс подозревает, что Ребекка узнала о деятельности Эллисон. Грейс арестовывает Ребекку и допрашивает её, говоря, что та всё ещё замужем за мужчиной по имени Пол Грант. Алекс приходит к отцу Патрика, показывает ему дело Ребекки и спрашивает, приходила ли Эллисон ещё раз. Тот утверждает, что не видел её, но секретарь говорит, что Эллисон была, и она передала для него бумаги. Секретарь отправила их с Шарлоттой, поэтому он их не получил. Уолтер находит момент с Эллисон и Ребеккой, которая встречается с Полом Грантом. В это время Линдси едет в дом Пола и беседует с ним. Полицейские едут следом, а Линдси говорит Полу, что его жена – мошенница. Увидев в его доме синтезатор, она понимает, что Пол убил Эллисон, и пытается уйти. Пол нападает на неё, они начинают драться, следом появляется Алекс, нападает на Пола, и того арестовывают. Позже вся команда приходит на похороны Эллисон и видит, как отец Патрика мирится со своим сыном. |                                                         |                  |                  |
| 3 | «'Неизвестный футболист (англ. Football John)'»         | 3 октября 2009   | 2J5053           |
| Уборщик грузит мешки с мусором, замечает кровь на руках, начинает разгребать мешки и находит под ними труп мужчины. Когда команда берётся за расследование, Алекс говорит остальным, что их жертве сломали шею. Рядом с телом была найдена еда из рядом расположенной забегаловки. Алекс показывает снимок жертвы своему тренеру по боксу, и тот говорит, что покойный не был боксёром. Уолтер с сыном идёт в забегаловку, пробуют расспросить официантку, но та ничего не знает. Получив заказ, Уолтер видит, как порезан картофель, и просит позвать повара, который говорит, что они всегда так его режут. Потом, встретившись с Алексом, Уолтер предполагает, что покойный был строительным рабочим. Официантка узнаёт его, но не знает имени, говоря, что тот всегда расплачивался наличными. Не так давно он поссорился с кем-то, но причину она не знает. Вскоре команда узнаёт, что тот человек, на которого они думали, не является их жертвой. Подозревая, что тот мог быть игроком в футбол, Алекс просит Тайлера нарисовать его в более молодом возрасте, а Кэндис тем временем проверяет медицинские архивы. Затем Алекс берёт рисунок и отправляется на стадион, чтобы узнать, не помнит ли его кто-нибудь. Линдси и Кэндис ничего не удаётся выудить из архивов. Уолтер же спрашивает совета у мануального терапевта, который предполагает, что их неизвестный мог быть центровым. Линдси узнаёт, что команды не сохраняют фотографии всех игроков. Бармен из забегаловки звонит Алексу и говорит, что в бар зашёл человек, с которым спорил их неизвестный. Алекс и Уолтер едут туда, говорят с этим человеком, но и он не знает его имени. Они ссорились из-за лечения тех, кто получил травму, и мужчина говорит, что не убивал человека, и в момент убийства находился в баре. Алекс спрашивает остальных, не знают ли они неизвестного, предлагая деньги за информацию. Рассматривая фотографии на стенах, Уолтер видят знакомое лицо на одном из снимков – судя по надписи, это Том Брайант. Алекс отдаёт выигрыш Уолтеру, и тот покупает всем сидящим в баре выпивку. Грейс находит квартиру Тома, а Уолтер сообщает, что Том закончил карьеру в 1999 году, получив травму шеи. У него не было семьи, и он собирался открыть ресторан вместе с парнем по имени Уэйн Уилмерс. Когда они находят Уилмерса, тот сообщает, что Том продал ресторан, так как тот не приносил доходов, и собирался заняться чем-то ещё. Уолтер притворяется служащим телефонной компании, проникает в квартиру Тома и находит записку с предостережением. В этот момент входит домовладелец, и Уолтер оказывается в полиции. Грейс приходится вытаскивать его, и позже Алекс говорит остальным, что их дело смахивает на убийство. Вместе с Линдси они едут в школу, где Том работал помощником тренера. Тренер рассказывает, что Том заставлял учеников заниматься и не забрасывать учёбу в угоду спорту. В шкафчике Тома они находят бумагу и газетную статью о защитнике по имени Билли, который затем повздорил с Томом. Алекс идёт домой к Билли и говорит с его дядей Рэем, который рассказывает, что Билли повредил колено и потерял стипендию. Затем, расспрашивая тренера о ночи убийства Тома, они узнают, что тот ездил за пиццей для команды, чтобы отпраздновать победу. Алекс и Грейс находят Билли и спрашивают, почему Том посадил его на скамейку. Рэй требует для племянника адвоката, а Линдси говорит, что женщина, которая умеет читать по губам, перевела разговор Билли и Тома, оставшийся на записи. Том что-то нашёл в сумке Билли, и когда они находят сумку и куртку, то обнаруживают в ней ответы на тест по химии. Оказывается, тренер Билли также был ещё и преподавателем химии. Грейс и Алекс едут к нему, и тренер признаётся, что продал Рэю ответы на тест, который Билли должен был пройти. Тогда они едут к Рэю и спрашивают, почему он пренебрёг политикой Тома в отношении учёбы. Алекс обнаруживает, что на теле Рэя всё ещё остались следы от драки с Томом, и его отправляют в полицию. Грейс говорит Уолтеру, что у них всё ещё не хватает улик против Рэя. Уолтер предлагает поговорить с Билли. Уолтер говорит Билли, что Том заслуживает справедливости, и Билли рассказывает, что они с Томом собрались за пиццей, и тогда появился Рэй. Они с Томом повздорили из-за теста по химии, Рэй схватился за трубу и ударил его. Когда Билли рассказывает всю правду, Алекс и Уолтер предлагают ему свидетельствовать в суде. Увидев, чем занимается его отец, сын Уолтера говорит, что тот похож на супергероя. Билли приносит с собой закрытый ящик и говорит, что открыл бы его, если бы окончил учёбу. Линдси отдаёт ему ключ, Билли открывает ящик и находит внутри кольцо с футбольного чемпионата. |                                                         |                  |                  |
| 4 | «'Парашютные дети (англ. Parachute Jane)'»              | 13 октября 2009  | 2J5052           |
| Девушка-азиатка идёт по парку и внезапно падает на землю и умирает. В её крови обнаруживают высокое содержание инсулина, но так как полиции не удаётся опознать её, то дело попадает к Алексу и команде. Перебирая результаты тестов, они видят на снимке черепа коренные зубы, и патологоанатом говорит, что девушке было не больше пятнадцати лет. Также она обнаруживает след от укола на спине жертвы, и говорит, что он был сделан с силой, и по всей видимости, девушка стала жертвой убийства. Среди вещей они находят ключ-карту, и когда Алекс, Тайлер и Уолтер проверяют её, то узнают, что этот ключ принадлежит номеру, который арендовала "Уэллман Корпорейшн". Когда они встречаются с менеджером, тот говорит, что девушка могла быть в номере, но не узнаёт её. Тем временем Линдси и Кэндис проверяют содержимое сумочки девушки и находят кулон на цепочке и плейер, на котором сохранились несколько снимков жертвы с друзьями. Они находят одну из женщин со снимка, и та говорит, что девушка была на вечеринках и встречалась с Диланом Дресленом. Алекс и Грейс находят и допрашивают Дилана, и тот говорит, что девушку звали Лиза Чанг. Они встречались несколько раз, но между ними не было ничего серьёзного. Дилан вспоминает, что Лиза говорила, что преподавала в школе, и Алекс понимает, что на самом деле Лиза была не учительницей, а школьницей. Они едут в школу, говорят с директрисой, которая называет им настоящее имя Лизы – Ли Вэн, и говорит, что Ли жила со своей тётей. Также в школе учился её старший брат Квон, который прибыл из Тайваня, где остались их родители. Алекс и Грейс отправляются к тёте Ли, мисс Чен, но находят там пустую квартиру, в которой обжита только одна комната, где жила Ли. Они находят тётю по другому адресу, и та говорит, что являлась опекуном Ли, но не была её родственницей. Родители девушки наняли её присматривать за ней. Кэндис и Тайлер отправляются в университет и находят Кейт – подругу Квона. Та опасается говорить с ними, так как полиция недавно обыскивала комнату Квона. Кэндис давит на Кейт, и та называет имя Даны Хейс. Когда Алекс и Тайлер находят Дану, та соглашается поговорить с ними на вечеринке. Там она сообщает, что Ли и её брат были "парашютными детьми" – заброшенными в США из Тайваня их же родителями. Чтобы дети получили американское образование, родители отправляли их одних и нанимали опекунов, которые присматривали бы за ними. Грейс замечает Квона, но тот поспешно скрывается, когда замечает их. На следующий день они узнают, что кто-то заявил на Ли в социальную службу. Голос на записи принадлежит Дане, и когда её допрашивают, Дана признаётся, что Ли сама просила её сделать звонок, так как хотела вернуться назад на Тайвань. Дана подозревает, что другие "парашютные дети" расправились с Ли, так как им нравилась жизнь без надзора, и они не хотели привлекать к себе внимание социальной службы. Линдси узнаёт, что приставленный к делу Ли сотрудник социальной службы встречался с Квоном в университете. Он сказал Кейт, что занимается делом Ли, и теперь Квон знает, что мисс Чен не выполняла свои обязанности, и жаждет мести. Детективы едут в квартиру мисс Чен и находят там Квона, который держит в руках пистолет. Алекс уговаривает его сдаться, и Квон отдаёт пистолет. Вскоре группа узнаёт, что мисс Чен сделала бизнес на "парашютных детях", брала деньги у родителей и не смотрела за детьми. Большая их часть была рада появившейся свободе, но не Ли, и если бы об этом узнала социальная служба, бизнес мисс Чен рухнул бы. Грейс же говорит, что у них есть мотив, но пока они не могут связать мисс Чен с убийством Ли. Линдси же вспоминает о порванной цепочке и кулоне, которое было слишком дорогим для пятнадцатилетней школьницы. Когда они видят фотографию мисс Чен на паспорте, то видят на ней цепочку и кулон. Когда мисс Чен пыталась остановить Ли, она схватила её за одежду и порвала цепочку, а мисс Чен воткнула Ли в спину шприц, и инсулин убил её. Мисс Ли арестовывают, и вскоре родители Квона и Ли приезжают из Тайваня за телом их дочери. |                                                         |                  |                  |
| 5 | «'Человек из реки (англ. River John)'»                  | 20 октября 2009  | 2J5055           |
| Неизвестного мужчину убивают на улице, а тело сбрасывают в дренажный тоннель, где позже его находят, плавающим вниз лицом. Неделю спустя Алекс получает дело и сообщает остальным, что в этот раз их неизвестного нашли мёртвым в дренажной системе. Мужчина был убит, и полиция обнаружила при нём пистолет и записную книжку, которая размокла, и все записи в ней были уничтожены. Почему-то мужчина не стрелял в ответ, и Уолтер предполагает, что пистолет у жертвы был недавно. Он также замечает, что у него тоже есть пистолет, и отправляется в тир. Тем временем Алекс встречается со своей бывшей женой – искусствоведом Гретой Уилкс, и просит её поработать над записной книжкой жертвы. Та отвечает, что занята, но попробует помочь, если у неё будет время. Уолтер и Кэндис приходят в тир и показывают владельцу рисунок жертвы, сделанный Тайлером. Тот отвечает, что мужчина был здесь, но у него не было карточки. Жертву узнаёт ещё один человек, который считает, что мужчина приходил сюда за героином. Алекс говорит своей группе распространить листовки с фотороботом жертвы в районе, где собираются наркодилеры. Раздавая листовки, они сталкиваются с компанией парней, один из которых говорит, что знает кое-что, но скажет, если получит деньги. Потом он показывает пистолет и уходит. Вышедшая на балкон женщина замечает Алекса и приглашает его и Кэндис зайти. Алекс говорит ей, что помог Флоре в свою бытность копом, но та не узнаёт их жертву, зато приводит парня с улицы. Тот говорит, что видел мужчину на улице – тот искал наркотики для своей жены. Вскоре приходит Грета и говорит, что ей удалось восстановить только одну страницу. Линдси предлагает ей остаться, но она уходит. Алекс видит, что на странице были адреса, и предлагает разделиться, чтобы проверить их. Поиски ни к чему не приводят, и Кэндис предполагает, что у жертвы могла быть машина. Проверяя парковки, они находят брошенный автомобиль с одеялом и подушкой внутри, и Алекс говорит, что жил так же, когда искал свою дочь. Проверив машину, они узнают, что та принадлежала Джеку Карсону, но Карсон жив и говорит, что продал машину, и припоминает, что на номерах был нарисован колокол. Позже, проверяя все варианты, Линдси устанавливает, что их жертву звали Генри Морс, и он жил в Индианаполисе. Когда же они приезжают к дому Генри, то видят там его соседа, Джерри. Тот рассказывает, что несколько месяцев назад Генри развёлся с женой, которая забрала их дочь Клер. Вскоре Линдси узнаёт, что у Анны, жены Генри, есть брат Фрэнк Брин. Алекс находит Фрэнка, который работает в службе спасения, и спрашивает, где найти Анну и Клер. В ответ тот нападает на него, они дерутся, а потом Фрэнк говорит, что Генри избивал жену, и она сбежала от него. Когда же Алекс встречается с местным полицейским, то узнаёт, что Генри искал дочь, а Анна снова стала употреблять наркотики. Также Генри нанял частного детектива, и когда Алекс с Тайлером и Кэндис приходят в офис Генри, то Алекс представляется братом Генри. Их впускают, и Алекс слушает сообщение на автоответчике, которое оставила Клер. Девочка просила спасти её. Затем Кэндис и Тайлер находят человека, видевшего Генри, и тот советует им поговорить с парнем с улицы. Генри искал тут Анну, и когда полицейские арестовывают парня, Грейс допрашивает его. Парень говорит, что Генри спрашивал его об Анне, которая искала наркотики. Алекс считает, что они должны проехать по адресам из записной книжки и спросить, не видели ли они Анну. Уолтер расспрашивает уличного продавца газет, который помнит, как Анна ушла с двумя какими-то мужчинами. Просматривая записи с камер, группа видит, как Генри забрал Клер, а какой-то мужчина преследовал его. Его опознают, как того, кто жил здесь с Клер и Анной. Группа считает, что Генри был убит в тот же день, когда нашёл дочь. Они находят письмо, адресованное Анне, которое ей отправил Джерри, и Алекс говорит, что Джерри солгал им. Они снова едут к нему, и Алекс говорит Джерри, что догадался о его пристрастии к наркотикам. Тот отвечает, что пытался помочь ей. Грейс узнаёт, что сожителя Анны зовут Оскар. Джерри же говорит, что говорил с Анной по телефону, и она не знала, что Генри был мёртв. Алекс просит Грейс проверить историю звонков Джерри, и та отслеживает звонок из Огайо. Полиция окружает дом Оскара, и тот берёт Анну в заложники. Алекс заговаривает с ним, Оскар опускает пистолет, и его арестовывают. Алекс же находит Клер в сундуке, говорит ей, что он – друг её отца, и забирает её. Оскара арестовывают за убийство Генри – тот выстрелил в него, когда догнал его на мосту у дренажного канала. Позже Алекс навещает Грету, благодарит её за помощь в деле и говорит, что когда-нибудь они найдут Люси. |                                                         |                  |                  |
| 6 | «'Неизвестный с собакой (англ. Canine John)'»           | 27 октября 2009  | 2J5054           |
| Компания студентов снимает с себя выпускные мантии и прыгает в озеро. Они видят, как собака крадёт сосиски из холодильника, бегут за ней, и один из парней натыкается на череп, торчащий из-под земли. Позже Кэндис сообщает команде о человеке, полгода назад найденном у озера. Она говорит, что неизвестный был убит ударом по голове два с половиной года назад, и затем был случайно обнаружен компанией студентов. Тайлер видит рисунок и говорит, что реконструирует лицо убитого лучше, и Кэндис добавляет, что на убитом была футболка с рисунками из комиксов. Также они предполагают, что собака могла привести студентов к телу. Алекс едет к озеру, где было найдено тело, и беседует с шерифом, а Кэндис и Тайлер бродят по лесу, и Кэндис свистит, чтобы позвать собаку. Линдси и Уолтер приходят в магазин комиксов, и продавец говорит им, что футболка убитого была сделана на заказ, и на ней собраны герои разных комиксов. Он предполагает, что футболку мужчина получил на комик-коне, конференции фанатов комиксов. Тайлер и Кэндис останавливаются у озера, садятся на поваленное дерево, и Кэндис рассказывает, как они с родителями приходили сюда. Её мать, которая умерла от рака груди, очень любила это место. Из леса появляется собака, Кэндис надевает на неё поводок, и собака тащит её в воду. Вытащив её, они отвозят собаку к ветеринару, который определяет, что это помесь пуделя и лабрадора. Также у собаки есть чип, по которому они узнают имя хозяина собаки – Майкл Экстон. Кэндис и Алекс едут к Майклу, который говорит, что несколько раз ночевал в лесу с собакой. Потом она потерялась, а Майкл развёлся и сейчас не хочет забирать её назад. Алекс говорит ему, что собака привела студентов к трупу. Кэндис отвозит собаку к Алексу, и тот говорит остальным проверить список тех, кто оставался на озере, и Линдси вскоре находит имя Джейка Лукаса. Тайлер восстанавливает лицо жертвы по черепу, и Кэндис с Алексом едут в дом жертвы с его рисунком. Хозяин квартиры узнаёт в жертве Джона Лукаса и говорит, что это его собака, но держать её в квартире было нельзя. Затем Алекс, Грейс и Кэндис едут к брату Джейка, Джону, и Грейс говорит ему, что Джейка обнаружили мёртвым у озера. Джон отвечает, что это невозможно, так как Джейк находится в Индии, и он недавно получил от него письмо. Следом появляется Бекки, сестра Джона и Джейка, и Грейс говорит, что может проверить, откуда поступали письма. Джон отвечает, что Джейк путешествует и присылает письма и разных стран. Джон говорит, что Джейк был приёмным сыном их родителей, и Грейс собирается проверить его ДНК с образцом из вещей Джейка. Позже Кэндис узнаёт, что Джейк был известным программистом и создал программу под названием "Приложение Кэти", которая при помощи сотовых телефонов могла дать возможность узнать, где и что делает конкретный человек. Кэндис говорит, что Джейк работал над программой с тремя другими людьми, а потом продал её. Одним из этих троих был и Майкл Экстон. Когда же Алекс приходит к Майклу и сообщает ему о смерти Джейка, тот отвечает, что только получил от него письмо, в котором Джейк говорит, что находится в Индии. Также Майкл говорит, что разводится со своей женой Лайлой, которая является основателем компании, и что Джейк оставил права на программу ему. Когда же группа приезжает в последнюю квартиру, где жил Майкл, то находят там запись, на которой Джейк и остальные говорят о новой программе. Грейс же выясняет, что почта приходила не из Индии, а из Чикаго. Они с Алексом находят склад, в котором стоит сервер, и хозяин говорит, что за помещение было заплачено наличными два года назад. Алекс хочет встретиться с Виктором Гуптой, третьим из партнёров, и когда приходит в его офис, Гупта рассказывает, что писал код для программы, а Джейк спорил со всеми, кроме Лайлы. Потом он собрал всех в лесном домике и заявил о том, что решил продать работу. Линдси и Кэндис находят Лайлу в бутике, которым она владеет, и та говорит, что Джейк улетел в Индию. Линдси же замечает бутылку с алкоголем в столе Лайлы. Когда вся команда собирается, Кэндис говорит, что Лайла пьёт, а Грейс узнаёт, что письма были отправлены Джоном Лукасом. Затем они допрашивают Джона и остальных. Джон считает, что его подставили, а Бекки говорит, что Джейк сказал ей о своём нежелании продавать компанию. Уолтер звонит Алексу и говорит, что Майкл, Виктор и Лайла сидят в ресторане за городом. Он подкрадывается к ним и бросает телефон под стол так, чтобы Алекс слышал, о чём те говорят. Затем Лайла встаёт и случайно давит телефон каблуком. Алекс считает, что остальные убили Джейка, так как тот не хотел продавать компанию, и Грейс собирается расколоть одного из них – Лайлу, на которую легче всего будет надавить. Уолтер приходит в её бутик и просит передвинуть машину, которая якобы мешает. Лайла садится за руль, полиция окружает её и арестовывает за вождение в нетрезвом виде. Её отвозят в участок, держат там несколько часов, а потом Алекс и Грейс допрашивают её. Алекс говорит ей, что знает о нежелании Джейка продавать компанию. Лайла отвечает, что Джейк пытался всё исправить, и они решили не продавать компанию. Потом, когда Джейк сидел на перилах, она призналась, что влюблена в него, но Джейк знал, что тогда Лайла была девушкой Майкла. Она рассердилась, толкнула его, и Джейк упал с перил, ударился головой и умер. На следующий день остальные решили скрыть смерть Джейка и продали компанию. Затем Майкла, Лайлу и Виктора арестовывают, и команда приходит на место, где было найдено тело Джейка. |                                                         |                  |                  |
| 7 | «'Неизвестная с железной дороги (англ. Railroad Jane)'» | 3 ноября 2009    | 2J5056           |
| Рабочие железнодорожной станции проверяют вагоны и обнаруживают череп, лежащий у рельсов. Тайлер приводит к себе девушку, но когда та видит череп, над реконструкцией которого он работает, то пугается и уходит. На следующий день, когда группа собирается вместе, Алекс сообщает о черепе, найденном на железной дороге. Он говорит, что череп принадлежал женщине, умершей приблизительно десять месяцев назад. Тайлер в это время сидит в машине, говорит по телефону с Алексом, и к нему подходит полицейский. Так как Тайлер припарковался в неположенном месте, коп требует права и видит череп, который Тайлер прячет под курткой. В итоге Тайлер оказывается арестованным, и Грейс приходится вытаскивать его из участка. Затем Алекс и Тайлер едут к владельцу земли, на которой был найден череп, и просят разрешения провести обыск на его территории, чтобы найти остальные кости жертвы. Тот соглашается, территорию обыскивают и находят ещё кости, из которых Тайлер собирает почти полный скелет. Грейс говорит, что у жертвы была искусственная коленная чашечка, и по серийному номеру протеза они могут попытаться установить её имя. Вскоре Кэндис говорит, что серийный номер был стёрт, и установить имя жертвы не удалось. Она замечает в доме Тайлера бокалы с вином и спрашивает, кого он приглашал к себе. На следующем собрании Алекс говорит, что искусственная коленная чашечка была имплантирована в Милуоки, и когда они с Тайлером приезжают в больницу, медсестра говорит, что помнит женщину, которая встречалась с пациенткой, раненой в ногу. Тайлер предполагает, что их жертва могла работать в полиции. Некоторое время спустя, Алекс узнаёт, что жертва не работала в полиции, а Кэндис и Тайлер узнают о женщине – сотруднике социальной службы в Бетесде, штат Висконсин. Алекс и Тайлер едут туда, но жертву никто не узнаёт, за исключением одной женщины. Меган говорит им, что жертву звали Эми, а её фамилии она не знает. Эми начала работать здесь, так как подвергалась насилию дома. Затем они узнают, что фамилия Эми была Мартин, и она встречалась с парнем по имени Дэниэл. Когда же они приходят в квартиру Эми, Дэниэл рассказывает, что после исчезновения Эми заявил в полицию. Он вспоминает, что перед исчезновением Эми кто-то позвонил, и она испугалась. Также он говорит, что родители Эми умерли, а в Чикаго у неё есть сестра. Уолтер сообщает об этом Грейс, и она обращается в полицию Милуоки, чтобы проверить слова Дэниэла, а сама занимается поисками сестры Эми. Детектив из Милуоки сообщает Алексу, что они перестали искать Эми после того, как она позвонила из Чикаго. Они сочли, что Эми рассталась с Дэниэлом, а тот никак не мог успокоиться. На следующем собрании Тайлер передаёт вещи Эми, которые отдал ему Дэниэл. Кэндис спрашивает его о той девушке, и он говорит, что её зовут Рэйчел. Тайлер сообщает остальным, что сестра Эми звонила ей перед тем, как Эми уехала из Милуоки. Вскоре они находят Бена Шефарда, мужа сестры Эми – Кей. Бен говорит, что Кей находится в коме уже десять месяцев после автомобильной аварии. Водителя той машины так и не нашли, а сам Бен в тот день был в Атланте. Грейс сообщает ему, что Эми была убита в то же время, и Бен отвечает, что может быть, после операции Кей придёт в себя. Алекс тем временем узнаёт, что Эми приехала в Чикаго за два дня до случая с Кей, а Грейс выясняет, что перед аварией Бен и Кей на несколько месяцев расстались. Уолтер проверяет телефон Эми и говорит, что та проверяла четыре адреса, сохранившихся в памяти аппарата. Алекс говорит остальным разделиться и проверить эти адреса. Кэндис и Тайлер встречаются с риэлтером, которая сообщает, что Кей работала с ней, и говорит, что видела и Эми, с которой Кей ругалась на улице. Уолтер тем временем идёт в ресторан и говорит с его владельцем, Китом. Тот отвечает, что ничем не может ему помочь. Алекс находит психиатра – Шэрон Уокер, которая говорит ему, что Кей была её пациенткой. Эми тоже хотела с ней встретиться, так как беспокоилась о Кей, но на встречу так и не пришла. Линдси встречается с подругой Кей, которая рассказывает, что после смерти родителей Кей заботилась об Эми. Она также вспоминает, что Эми говорила что-то о случае с велосипедом, но не помнит, чтобы у Кей был велосипед. Подозревая, что Бен мог убить Эми, Грейс вызывает его в участок. Тайлер срывается и обвиняет Бена в том, что он бил жену, и тот отказывается говорить без адвоката. Уолтер показывает Линдси записи города Амарилло, штат Техас, где Кей и Эми жили в детстве, и говорит, что ничего не нашёл о смерти их родителей. Он подозревает, что они могут быть живы, и говорит, что получил сообщение от одного из пользователей сети. Это была женщина, и она видела, как Кей, Эми и их отец встречались в кегельбане. Вскоре женщина приходит к Алексу и рассказывает всем собравшимся, что нашла информацию о девушке, игравшей в волейбол, которую звали Эми Сандерс. Также она нашла её отца Фрэнка, который жил в Иллинойсе. Когда Грейс допрашивает Фрэнка и говорит, что он бил дочерей, тот отвечает, что вызвал полицию, когда один из парней Кей избил её. Алекс говорит ему, что Эми мертва, а Кей лежит в коме. Фрэнк отвечает, что в последний раз видел дочерей десять лет назад, когда они сбежали из дома. Тайлер говорит Алексу, что едет в больницу, так как Кей может выйти из комы. Кэндис находит фотографию Сандерсов, на которой есть и Кит, владелец ресторана. Уолтер узнаёт его и говорит, что Эми могла прийти к нему, и во время ссоры Кит мог убить её. Они едут в ресторан, но там им сообщают, что Кит взял выходной. Кит в это время приходит в больницу и видит там Тайлера. Он входит в палату, сказав, что пришёл навестить Кей, и Тайлер идёт в коридор. Алекс звонит ему, Кит пытается убить Кей и вытаскивает трубку из её горла. Тайлер бежит обратно, они начинают драться, а следом появляются Алекс и Грейс, которая арестовывает Кита. Позже Грейс рассказывает остальным, что после разрыва с Беном Кей вернулась к Киту. Когда приехала Эми и попыталась увезти Кей, Кит убил Эми. Кей попыталась сбежать, но Кит сбил её и скрылся, а потом привёз тело Эми на железную дорогу, разрезал на части и раскидал по местности. Его арестовывают, и группа приходит на место, где было найдено тело Эми, и вешают венок на столбик.     |                                                         |                  |                  |
| 8 | «'Заключённая (англ. Prisoner Jane)'»                   | 17 ноября 2009   | 2J5057           |
| Двое мальчиков играют в футбол рядом со складом и разбивают окно. Забравшись внутрь за мячом, они видят множество манекенов, среди которых лежит тело женщины. Получив дело, Алекс сообщает остальным, что на теле неизвестной были татуировки, и женщина была убита полтора года назад. Когда её нашли, на руке жертвы был браслет с гравировкой "Хоуп" на маленькой планке. Алекс отправляется на склад, и его останавливает охранник, который принимает Алекса за наркодилера. Тот отбирает у него пистолет, и охранник говорит, что пару недель назад поймал здесь нескольких человек с метамфетамином. Алекс рассказывает, что является добровольцем организации по поиску пропавших, и расследует дело найденной здесь женщины. Затем он рассказывает Грейс о своём разговоре с охранником и говорит, что тело неизвестной было внесено на склад через дверь. Уолтер приходит в тату-салон, и художница говорит, что те сделаны на груди и под странным углом, как если бы она закрывала что-то на теле, и советует обратиться к своему приятелю Нико. Когда же Уолтер показывает ему снимок, тот говорит, что женщина прятала под татуировкой след от пули. Алекс и Грейс встречаются с охранником у склада, и тот говорит, что работает здесь пять лет и ничего не знает о найденном теле. Он говорит, что ключи от склада есть у него, хозяина и уборщика. Тайлер рисует портрет неизвестной, который они с Кэндис затем распространяют по району. Уолтер, Линдси и Алекс отправляются на собрания наркоманов, чтобы выяснить, не была ли жертва среди них. Одна из женщин узнаёт её и говорит, что жертву звали Ли, но фамилии она не знает. На собрании Ли рассказывала, как в неё стреляли, как она пила, а потом бросила и сделала татуировку на руке. В последний раз Ли ехала к какому-то старому офисном зданию, и больше её никто не видел. Тайлер и Кэндис говорят с уличным торговцем, который тоже узнаёт жертву. Кэндис приходит в офис и показывает там изображение жертвы. Мужчина узнаёт её и говорит, что её звали Эшли. У неё был при себе пистолет, и она искала справедливости. Уолтер предполагает, что Эшли собиралась совершить преступление и искала путь, по которому она не оказалась бы за решёткой, и для этого ей нужен был адвокат. Кэндис получает сообщение из ювелирного магазина, и тамошняя сотрудница рассказывает им, что у Эшли была подруга Хоуп. Алекс встречается с журналистом Дрю, который собирался написать историю Эшли. Та собиралась поговорить с отцом подруги, прежде чем история вышла бы в свет, и её подругу звали Хоуп. Алекс останавливает одного из судей и спрашивает, у кого есть дочь по имени Хоуп. Мужчина отвечает, что это судья Куперман, и когда Алекс встречается с ним, Куперман говорит, что Хоуп была убита пять лет назад. Когда Эшли и Хоуп отмечали помолвку Хоуп, кто-то стрелял в них. Хоуп была убита, а Эшли ранена в плечо. Стрелявший, Крис Роу, получил пожизненный срок, и Кэндис узнаёт, что Эшли писала мемуары. Грейс заново открывает дело об убийстве, и узнаёт адрес Дэвида – бывшего мужа Эшли. Когда они говорят с ним, тот сообщает, что после убийства Хоуп Эшли начала пить, а потом хотела стать общественным адвокатом. Проверяя последние поисковые запросы Эшли, они узнают, что та искала информацию об адвокатской конторе "Уинстон и Черч", и Алекс просит Уолтера найти Джеймса Стила, прокурора по делу Роу. Уолтер встречается с Джеймсом, который отвечает, что не говорил с Эшли после её показаний. Алекс навещает Криса Роу, и тот говорит, что Эшли приходила к нему и собиралась вытащить его из тюрьмы, так как он не убивал Хоуп. Алекс видит татуировку на его руке, и Крис отвечает, что это день рождения его сына, а потом спрашивает, где Эшли. Алекс отвечает, что она была убита. Затем Алекс и Кэндис встречаются с женой Роу, и та рассказывает, что беседовала с Эшли. Затем появляется Донни – кузен Криса, и Алекс видит татуировку на его руке. Позже Стил сообщает Алексу, что Эшли не была уверена в том, что это Крис Роу стрелял в неё. Эшли помнила татуировку на руке убийцы, и Алекс замечает, что татуировки есть у многих людей. Кэндис проверяет Донни и узнаёт, что тот работал уборщиком на том же складе, и Алекс начинает считать, что Донни убил Эшли. Когда они расспрашивают жену Криса, чем занималась Эшли, она отвечает, что та разыскивала Фрэнка, адвоката Криса. Донни присутствовал при разговоре, и когда они находят Фрэнка, тот говорит, что собирался встретиться с Эшли, но она не пришла. Просматривая архивы с камер, они видят, как Донни схватил Эшли и потащил её к машине. В это время Кэндис едет к миссис Роу и Донни впускает её. Грейс и Алекс едут следом, и в это время Донни нападает на Кэндис и берёт её в заложники. Алекс разбивает окно, Грейс выбивает дверь и арестовывает его. В участке Донни признаётся, что сидел на наркотиках и ему нужны были деньги, поэтому он напал на Эшли и Хоуп с целью ограбления. Позже Алекс говорит Грейс, что Стил добился освобождения Криса из тюрьмы, и когда его выпускают, жена и сын встречают его у ворот тюрьмы, а после отмечают освобождение дома. |                                                         |                  |                  |
| 9 | «'Счастливчик (англ. Lucky John)'»                      | 1 декабря 2009   | 2J5058           |
| Стритрейсеры соревнуются на ночной дороге, и когда два автомобиля срываются с места, женщина обнаруживает труп в багажнике стоящей у обочины машины. Позже Грета и Алекс встречаются в кафе, и Алекс говорит, что последнее расследуемое дело связано с редкой монетой. Он просит Грету изучить её, хоть та и говорит, что не занимается монетами, и тогда Алекс признаётся, что хотел поговорить с ней. Грета отвечает, что ещё не готова, и уходит. Алекс возвращается в их штаб-квартиру, где они передвигают мебель, и сообщает о новом деле – мужчине, которого нашли мёртвым в багажнике. В бумажнике жертвы не было удостоверения личности, зато был снимок подростка в больничной одежде. Кэндис предлагает проверить больницы, и Алекс берёт Уолтера, чтобы проверить местных бездомных. Также он показывает остальным серебряный доллар, датированный 1860 годом, который был найден у жертвы. Когда Алекс и Уолтер приходят в трущобы, то местные обитатели принимают их за копов и разбегаются. Одна из женщин, Делорес, спрашивает, что им надо, и говорит, что помнит полицейских, которые расспрашивали их об убийстве. Также она видела парня по имени Луис, который говорил с мужчиной в машине, и с тех пор Луиса больше не видели. Тайлер и Кэндис идут в больницу, где медсестра вспоминает, что неизвестный приходил на сеансы, где их учили заботиться о раковых больных. Линдси тем временем узнаёт, что монета представляет историческую ценность, поскольку принадлежала Аврааму Линкольну. Грейс узнаёт, что их образец ДНК их жертвы есть в полицейской базе данных – мужчина арестовывался. Алекс приходит в участок, Грейс говорит, что этого мужчину звали Майкл Сакс, но фото не совпадает с изображением жертвы. Грейс говорит, что Майкл Сакс давно скончался. Патологоанатом сообщает Алексу и Грейс, что их жертва получила костный мозг Майкла Сакса – тот был донором, а у мужчины был рак. Когда Алекс снова встречается с Гретой, та сообщает, что монета была куплена через интернет неизвестным покупателем. Также она говорит, что Алекс перестал быть её мужем после исчезновения их дочери, и уходит. Линдси тем временем находит женщину по имени Андреа Хадсон, которая знала Майкла Сакса. Когда Андреа приходит в участок, Алекс и Грейс расспрашивают её о том, кто получил костный мозг Майкла. Та отвечает, что реципиентом был её сын Мэтт, и спрашивает, всё ли с ним в порядке. Грейс отвечает, что Мэтт, возможно, мёртв, и просит Андреа опознать тело. Алекс показывает ей найденный снимок, и Андреа говорит, что это фото Мэтта во время болезни. После того, как ему стало лучше, Мэтт начал играть, и в последний раз она видела его с девушкой, которую звали Оливия. Затем, когда Алекс и Грейс встречаются с Джуддом, коллегой Мэтта, тот говорит, что Мэтт постоянно рисковал, и у него была стычка с клиентом. Линдси и Кэндис находят Оливию, и та рассказывает, что они с Мэттом расстались несколько месяцев назад, и он уехал. Мэтт хотел открыть свою химчистку, но так и не открыл. Грейс открывает чемодан Мэтта и находит там несколько фишек. Уолтер снова приходит в трущобы и говорит с Делорес, а потом оставляет ей мелочь, чтобы та позвонила ему, если увидит Луиса. Тайлер, Алекс и Кэндис приходят в химчистку и отдают приёмщику жетон. Тот пропускает их в потайное казино, и Алекс представляется там другом Мэтта. Ему отвечают, что Мэтт потерял своё место, а когда появляется Джудд, Алекс спрашивает, не он ли убил Мэтта. Джудд отвечает, что работал на Мэтта, а тот забрал из сейфа деньги и смылся. Джудд называет им имя Клейтона Риггса, который оказывается главой детского ракового отделения больницы. Алекс приходит к нему, и Клейтон рассказывает, что Мэтт был его пациентом, и отдал им все полученные деньги, которые Клейтон потратил на отделение. Клейтон говорит, что когда в последний раз пришёл за деньгами, не было ни их, ни Мэтта. Алекс возвращается в штаб-квартиру, и Линдси говорит, что в день убийства Мэтт звонил в ресторан. Тем временем Делорес звонит Уолтеру и сообщает, что Луис появился в трущобах. Алекс и Уолтер едут туда, находят Луиса и угрожают ему полицией. Тот говорит, что того типа на машине звали Джейсон, у него был полный мешок денег, и он искал место, где что-то спрятал. Алекс требует показать это место, и когда Луис показывает, то они находят закопанный пистолет. Вскоре Грейс устанавливает, что найденный пистолет является орудием убийства. Пистолет принадлежал Джейсону Берку, которого раньше арестовывали за ограбление. Линдси и Кэндис идут в ресторан и узнают, что Мэтт собирался заказать столик, который часто заказывали собирающиеся пожениться пары. Также они находят ювелира, который показывает им запись с камеры наблюдения – на ней Мэтт покупает кольцо. В тот момент Джейсон тоже был в магазине и видел, как Мэтт расплачивался наличными. Луис приходит в участок и сообщает, что Джейсон ищет своё добро в трущобах. Полицейские едут туда, и пока они преследуют не того, Алекс видит Джейсона и бежит за ним. Они дерутся, Джейсон вытаскивает нож, но появляется Грейс и стреляет в него. Позже Кэндис приходит к Оливии и отдаёт ей кольцо, которое Мэтт собирался ей подарить, а Алекс приходит в церковь и говорит, что едва не погиб сегодня. |                                                         |                  |                  |
| 10 | «'Двое Доу (англ. Double Doe)'»                         | 5 января 2010    | 2J5059           |
| Парень с девушкой развлекаются в номере мотеля, а некоторое время спустя женщина выходит на улицу и обнаруживает под снегом два тела и крупную сумму денег. После работы Уолтер возвращается домой и, стоя на улице, слышит, как его семья ссорится. Не желая входить, он идёт в гараж, включает компьютер и просматривает различные случаи, среди которых натыкается на информацию о двойном убийстве. Уолтер узнаёт, что мужчина и женщина были убиты из дробовика и закопаны в снег во дворе мотеля "Алоха", и сразу же едет с этой информацией к остальным. Когда они приезжают в мотель, Уолтер и Кэндис расспрашивают женщину за стойкой, и та советует им поговорить с одним из постояльцев. Постояльцем оказывается безумный мужчина, который сообщает, что пару убила Молния. В это время Тайлер заговаривает с сидящей у мотеля проституткой, и та арестовывает его, когда он предлагает ей деньги. Алекс освобождает его, и когда группа возвращается домой и проверяет дальнейшие зацепки, то узнают, что "Молния" – это аттракцион на местном карнавале. Алекс идёт туда, и когда находит парня, тот пытается удрать. Алекс преследует его и говорит, что ему будет лучше с ним поговорить, но в этот момент появляются несколько бугаёв. Алекс говорит им, что ведёт расследование, и им будет лучше не связываться с полицией. Бугаи отступают, а пойманный парень говорит, что слышал два выстрела и видел джип, который отъехал от мотеля в ночь убийства. Также он признаётся, что у женщины были при себе деньги – десять тысяч долларов наличными, и он забрал их, а также взял зажигалку с ирландским гербом. Забрав зажигалку, они проверяют её и вскоре выходят на бар Хеннесси, который принадлежит Шону Хеннесси и его жене Джулии. Увидев фото Джулии, Шон выходит из себя и заявляет, что это его жена, и она пропала. Алекс и Грейс рассказывают Шону о случившемся и спрашивают, не знает ли он парня. Тот отвечает, что это Джей Пи, и он часто приходил в бар. Уолтер тем временем беседует с официанткой, а Линдси выпивает бутылку пива, пока монетка крутится на столе, и говорит, что является наполовину ирландкой. Шон говорит, что они с Джулией купили этот бар, дела пошли в гору, но они постоянно ссорились. Официантка тем временем рассказывает Уолтеру и Линдси, что Джей Пи скорее всего был механиком, так как его руки постоянно были в чём-то испачканы. В это время в бар приходит брат Шона, Коннор. Затем Кэндис и Тайлер идут в мастерскую, где работал Джей Пи, и владелец говорит, что его давно не было, и парня искал местный наркодилер Джонни Уокер. Алекс и Тайлер встречаются с Джонни, который задолжал Джей Пи крупную сумму денег, так как тот починил его машину. Дэнни отвечает, что Джей Пи был родом из Миссури, и вскоре группа узнаёт, что полное имя Джей Пи было Джеймс Патрик Албрехт, и он жил в Сент-Луисе. Они предполагают, что у Джей Пи и Джулии мог быть роман, и Шон мог узнать об их отношениях. Когда Грейс допрашивает Шона, тот говорит, что они с Джулией выкупили бар у Коннора, и что его дробовик был украден за неделю до убийства. Уолтер не верит, что Джей Пи и Джулия были любовниками, и ссорится из-за этого с Линдси. Вскоре группа узнаёт, что Джулия хотела сделать Шону сюрприз и купила старую машину, которую собиралась отреставрировать. Торговец, продавший машину, узнаёт её, и говорит, что Джулия собиралась купить машину для мужа. Группа решает, что скорее всего, она наняла Джей Пи для реставрации, но Коннор этого не знал. Когда они едут к дому Коннора и арестовывают его, прячущийся в кустах Шон открывает стрельбу. Алекс незаметно обходит его сзади, нападает, и отбирает пистолет. В участке Коннор признаётся, что убил Джулию и Джей Пи, а потом обставил всё так, будто убийство совершил Шон, чтобы вернуть себе бар. Он говорит Грейс, что всегда жил в тени Шона, а Джулия заслуживала смерти, так как изменяла мужу. В ответ Грейс говорит, что хотела сделать Шону подарок, и наняла Джей Пи для ремонта машины. Позже Уолтер извиняется перед Линдси, и когда возвращается домой и снова слышит ссору, то не уходит в гараж, а входит в дверь. |                                                         |                  |                  |
| 11 | «'Пациент (англ. Patient John)'»                        | 12 января 2010   | 2J5060           |
| Хозяйка дома приглашает рабочего проверить, что случилось с канализацией, и когда тот опускает в трубу камеру, то обнаруживает там труп мужчины со следами от иглы на руке. Позже в теле находят следы крысиного яда, и так как личность человека не установлена, вскоре дело попадает к Алексу, который бегает на беговой дорожке вместо того, чтобы идти в парк. Он приносит дело остальным, Уолтер отмечает, что у него такие же ботинки, и что неизвестный носил два разных размера. Кэндис говорит, что варфарин используется не только как крысиный яд, но и как препарат для разжижения крови. Сам Алекс отправляется к хозяйке дома, та показывает ему крышку люка во дворе и говорит, что мужчина не мог туда упасть сам – крышка была закрыта снаружи. Мимо проезжает машина, и хозяйка говорит, что они живут рядом с больницей. Алекс идёт туда, спрашивает, не видел ли кто жертву несколько месяцев назад, и медсестра советует ему поговорить с парнем в зелёной кофте. Тот припоминает, что видел во дворе двух мужчин – они пришли от автобусной остановки, и один тащил другого. Оглядевшись, Алекс видит дом, осматривает забор и находит там дыру и кровавый отпечаток. Он звонит Грейс и говорит, что нашёл место, где тащили неизвестного, когда тот был ещё жив. Уолтер находит рабочего, который поменялся парой обуви с жертвой. Он поднимается на подъёмнике и спрашивает, как звали человека. Рабочий припоминает, что он называл себя Энди, и они поменялись ботинками. Также он говорит, что Энди работал кем-то вроде механика. Уолтер и Алекс идут в строительную компанию и показывают секретарю фоторобот. Она узнаёт жертву и сообщает, что это Энди Сантьяго, который уже три месяца как не появляется на работе. Женщина рассказывает, что Энди был эмигрантом из Венесуэлы – там он был инженером, получил гражданство и собирался привезти в США жену и детей. Она отправляет их к прорабу – тот тоже вспоминает Энди, и собирается показать его шкафчик. В это время один из рабочих, Роберт Чанг, копается в вещах Энди, и убегает. Алекс преследует его, ударяет по трубам, и те сбивают Чанга с ног. Алекс спрашивает, почему Чанг копался в вещах Энди, и Уолтер находит листовку с призывом убираться домой. Также они находят новую кредитную карту и письмо с угрозой расправиться с семьёй Энди, если он не заплатит пять тысяч долларов. На запрос ищ Венесуэлы приходит ответ, что семья Энди исчезла из дома. Кэндис проверяет кое-какие данные во время работы, беседует через Интернет о варфарине, и её замечает другая сотрудница, которую только что повысили. Она говорит, чтобы Кэндис занималась рабочими делами, иначе будет уволена. Той же удаётся проверить, что Энди клал на карту деньги, а не снимал с неё. Они узнают, что тот сдавал плазму в донорском центре, и когда Кэндис с Тайлером туда приходят, Кэндис видит парня по имени Грег. Как только она собирается показать ему фоторобот, Грег уходит. Позже пожилая женщина, информатор Кэндис, приходит в офис. Их обоих замечает недавно повышенная сотрудница и зовёт охрану. Также она приказывает компьютерщику проверить компьютер Кэндис и заявляет, что во время работы та сидит в Интернете. В ответ Кэндис снимает бейдж и заявляет, что увольняется, и что её так называемое хобби помогает находить людей. Потом она приходит к Линдси и рассказывает, что узнала о человеке по имени Макс Рэйберн, который проводит клинические испытания. Также Кэндис признаётся Тайлеру, что бросила работу, которую всё равно ненавидела, а он убеждает её вернуться обратно, так как работу сейчас сложно найти, а ей придётся платить по счетам. Алекс и Тайлер идут к доктору Рэйберну, и тот говорит, что действительно проводит испытания на добровольцах, но каждого из них тщательно проверяют перед тем, как допустить к тестам. Когда они уходят, Рэйберн выбегает из здания и ловит такси, а Алекс и Тайлер следуют за ним. Они выслеживают его до здания, входят и видят, как он и ещё какая-то женщина копаются в шкафу с документами. Рэйберн вызывает полицию, приезжает Грейс и отвозит всех в участок. Она беседует с Рэйберном, которому не нравится, что полиция его допрашивает, а Алекс заговаривает с его спутницей. Та рассказывает, как проводятся исследования и допуск пациентов, и соглашается помочь Алексу. Они возвращаются обратно, просматривают все записи и видят, что вместо Энди Сантьяго под его номером прошёл некий Грег Бодетт. Женщина говорит, что Энди не прошёл тест, так как у него была выявлена чувствительность к варфарину. Кэндис вспоминает, что видела Грега Бодетта в центре, и они начинают считать, что Грег проходит тесты за других, а потом они делят выручку. Тайлер и Кэндис идут в центр и видят там Грега. Тайлер садится впереди него с ноутбуком и просматривает сайты об испытаниях. Грег предлагает ему сделку, Тайлер отказывается, а потом говорит, что его кандидатура не прошла. Тогда Грег предлагает сдать за него анализы и говорит, что так уже сработало с Энди. Тайлер интересуется, что стало с Энди, но Грега это не волнует. Он замечает веб-камеру, убегает, но появившийся в дверях Алекс сбивает Грега ударом в нос. Его арестовывают за убийство Энди Сантьяго – когда тому стало плохо, Грег затащил его через дыру во двор и затолкал в колодец. Грейг говорит Алексу, что они поспособствуют переезду семьи Энди из Венесуэлы, как тот и мечтал. |                                                         |                  |                  |
| 12 | «'Мой Джон (англ. My John)'»                            | 9 февраля 2010   | 2J5061           |
| На парковке возле небоскрёба мужчина спорит с парковщиком из-за царапины на машине, и в этот момент с крыши на автомобиль падает парень, который разбивается насмерть. Три месяца спустя Тайлер, Кэндис и Уолтер приходят к Алексу, так как Линдси уехала из города, и им надо где-то собираться. Они перебирают материалы дела, приходят к выводу, что их жертва занималась паркуром. В момент смерти парень был одет в дорогой костюм и странные кроссовки. Алекс и Кэндис приезжают в магазин, торгующий подобной обувью, и узнают от продавца, что их жертва была здесь и мерила обувь. В этот момент в магазине появляется ещё один парень, Гекко, который чувствует что-то подозрительное и быстро убегает. Алекс и Кэндис бегут за ним, парень скрывается в переулке, скачет по пожарной лестнице и вскоре исчезает из виду. Когда Тайлер заканчивает с рисунком жертвы, к группе обращается человек по имени Билл Рэйми, который увидел на сайте изображение кроссовок. Он считает, что жертва – это его сын Бенджамин, о котором он ничего не слышал уже более десяти лет. Бенджамин был похищен, и полиции так и не удалось отыскать его. Тем временем рисунок Тайлера попадается Максин Денвер, которая приходит к Алексу и говорит, что это её брат Саймон. Максин рассказывает, что Саймон уже три года считается пропавшим, и она соглашается сделать анализ ДНК, чтобы доказать свои слова. Когда тесты проводят, то выясняется, что упавший с небоскрёба парень действительно является братом Максин. Грейс расспрашивает мать Саймона Керри и его отчима Сэма о том, когда они в последний раз видели Саймона. Сэм отвечает, что Саймона арестовывали за проникновение на здание "Ломан Билдинг", с которого он в конце концов упал. Находится свидетель, который видел, как Саймон и Гекко спорили возле здания. Сэм говорит, что он был архитектором здания и мог бы всё уладить с владельцами, но потребовал Саймона покинуть дом после того, как его арестовали. Максин удивлена его словами, так как ничего об этом не знала. Она говорит, что одолжила Саймону две тысячи долларов, но не знала, на какие цели они ему нужны. Позже Максин подходит к Уолтеру и Кэндис и говорит, что не верит в историю с самоубийством Саймона. Он любил жизнь и был профессионалом в паркуре, поэтому не мог так просто сорваться вниз. Максин говорит, что Саймон не был преступником, и, скорее всего, кто-то убил его. Алекс и Тайлер находят Гекко в старом здании, где тот скачет с места на место. Им удаётся поймать его, и Гекко, которого на самом деле зовут Сет Дрепер, говорит, что был с Саймоном, когда его арестовали за взлом с проникновением. Но потом Саймон ушёл, сказав, что хочет посмотреть мир. Группа идёт в квартиру Саймона и находит там книгу, которую тот писал. Денег от занятий паркуром хватило на билет, и когда Саймон объехал мир, ему предложили написать книгу. Саймон собирался потратить гонорар на программу для детей, и когда группа просматривает фото в его компьютере, то на одном из снимков они видят Саймона с Биллом Рэйми. Когда Грейс допрашивает Рэйми, тот говорит, что познакомился с Саймоном в Париже. Он думал, будто Саймон – его пропавший сын, но никак не мог сказать ему об этом. Билл говорит, что в последний раз видел Саймона у дома в Эванстоне. Максин говорит, что это её дом, и Саймон был там. Он забрался в дом по стене и запрыгнул в окно, а находившийся дом Сэм принял его за грабителя и ударил кочергой. Не зная, что предпринять, Сэм отвёз тело на крышу "Ломан Билдинг" и сбросил вниз, чтобы избавиться от тела. Позже Максин приходит к Алексу и спрашивает, как работает сеть по поиску пропавших. Она тоже хочет участвовать, и Алекс говорит, что для этого достаточно просто появляться здесь. Максин обещает прийти, прощается и уходит. |                                                         |                  |                  |
| 13 | «'Мама (англ. Mama Jane)'»                              | 16 февраля 2010  | 2J5062           |
| Парень и девушка танцуют в ночном клубе, целуются и ищут место, где можно уединиться. Они идут по коридору, и открыв одну из дверей, видят лежащее на стуле тело женщины в малиновом платье. Позже Кэндис приходит на работу в этот же клуб – она устроилась официанткой, и во время разговора по телефону с матерью не говорит, что сменила работу. Бармен рассказывает ей об убийстве, когда в клубе было найдено тело женщины. Ей было за сорок, а основной возраст посетителей клуба – чуть больше двадцати. Кэндис берёт дело, и группа изучает материалы у Тайлера. На жертве кроме платья были очки, а на руке – штемпель клуба. Максин встречается с Алексом на улице и говорит, что пока не может принять участие в расследовании – они с матерью занимаются делами и вещами Саймона, и ей нужно время, чтобы смириться с его смертью. Вскоре группа узнаёт, что надпись на очках означает компанию "Биг Тайм Рекордз", которая недавно устраивала вечеринку для короля баскетбола Терренса Кинга. Кэндис говорит, что попробует узнать что-нибудь от Кинга. Они узнают, что женщину выгнали с вечеринки, когда она залепила Кингу пощёчину. От самого Кинга Кэндис узнаёт, что эта дама стремилась поговорить с диджеем, которому сказала, будто остановилась в отеле "Финмор". Уолтер расспрашивает рабочего, который говорит, что жертва, Вэнди Скотт, беспокоилась о своей дочери, которая могла быть на вечеринке. Позже Алекс и Грейс находят мать Вэнди, которая рассказывает, что у Вэнди не было детей, но она собиралась лечь в клинику. Ей было за сорок, она не была замужем, и мать считает, что это был последний шанс Вэнди родить ребёнка. Когда же они находят друга Вэнди, тот говорит, что пытался стать донором спермы, но безуспешно. В последний раз, когда они с ней виделись, он подумал, что Вэнди нашла другой способ. Когда же группа находит диджея, им оказывается девятнадцатилетняя девушка по имени Сара Пул. Сара говорит, что встретилась с Вэнди в клинике, где работает её брат. Сара была беременна, и Вэнди собиралась забрать её ребёнка, но потом Сара передумала. Сара говорит, что Вэнди пришла в клуб, чтобы удостовериться в том, что Сара готова стать матерью. Отец ребёнка Гэвин изначально был против этой идеи и угрожал убить Вэнди, если она не перестанет их преследовать. Также Грейс и Алекс узнают, что Вэнди сняла со счёта девятнадцать тысяч долларов, и эти деньги могли пойти на оплату адвоката. Но у адвоката оказывается алиби, а так как Сара оставила ребёнка, у Гэвина пропал мотив угрожать Саре. Уолтер предлагает поговорить с Джеймсом, братом Сары. Алекс расспрашивает сотрудников ресторана, где Вэнди сидела в день знакомства с Сарой. Ему говорят, что в тот момент, когда Вэнди узнала, что у неё будет ребёнок, поблизости был Джеймс Пул. К тому моменту Джеймс по уши увяз в долгах, и собирался продать ребёнка Сары за девятнадцать тысяч. Когда сделка распалась, Вэнди потребовала деньги назад, но Джеймс уже успел потратить их. Вэнди пригрозила обо всём рассказать Саре, и тогда Джеймс убил её. Позже Кэндис рассказывает о случившемся матери Вэнди, а потом уходит, и на улице звонит своей матери, чтобы признаться в том, что сменила работу. Линдси звонит Алексу и говорит, что останется в Пенсильвании. Она не хочет прощаться, так как будет помогать им через Интернет, но в Чикаго больше не вернётся. |                                                         |                  |                  |
| 14 | «'Пассажирка (англ. Train Jane)'»                       | 23 февраля 2010  | 2J5063           |
| Машинист поезда выбегает из кабины, крича, что не может остановить состав, и поезд сходит с рельс. Восемь пассажиров погибают, и среди них оказывается неопознанная девушка в платье со сломанной шеей. Алекс получает материалы по делу, и Максин, которая в этот раз подключается к расследованию, замечает, что бюстгальтер жертвы был куплен в британском магазине. Они расспрашивают машиниста, и тот говорит, что помнит девушку – она звала на помощь, и у неё был британский акцент. Уолтер тем временем разбирает сложенные в ящики вещи и находит среди них сотовый телефон, который работает только в Европе. Он звонит Алексу, говорит, что нашёл телефон и собирается узнать владельца, но в этот момент кто-то стреляет в него. Уолтер падает на землю, а неизвестный стрелок забирает телефон и скрывается. Уолтера отвозят в больницу, и он настолько напуган, что несёт всякую чушь. Грейс вскоре сообщает Алексу, что девушке сломали шею после аварии, а значит, убийца охотился за ней и убил её позже. Скорее всего, он является тем же человеком, который стрелял в Уолтера, и в телефоне жертвы было что-то важное, раз он охотился за ним. Бездомный пассажир вспоминает, что у девушки был пузырёк с таблетками, который он выбросил. Алекс ещё раз перебирает вещи вместе с Максин, и они находят разбитый пузырёк. На нём есть имя – Дирдри Кларк, и когда они её находят, то та узнаёт по рисунку Тайлера свою дочь Эмму. Максин радуется успеху и обнимает Алекса. Он предлагает ей поехать найти отель, в котором могла остановиться Эмма. Они едут туда, находят номер Эммы и видят там другую девушку. Та говорит, что её зовут Брэнди, и они познакомились с Эммой неделю назад и стали подругами. Эмма позволила ей ночевать у себя, и они вместе ходили в ночной клуб под названием "Зиньята". Чтобы получить приглашение в клуб, Алекс прикидывается богатым, ищущим развлечений плейбоем, и получает приглашение от Брайса Уолдрена. Так как Алексу нужна спутница, он берёт с собой Кэндис. Они приходят на вечеринку и видят там Брэнди, но та не хочет помогать им, так как боится, что потеряет возможность приходить сюда. Тем временем Тайлер расспрашивает машиниста, и тот вспоминает, что видел мужчину, преследовавшего Эмму. Тайлер рисует портрет этого человека и получает лицо Брайса Уолдрена. Алекс и Уолтер едут к дому Брайса и видят, как то что-то загружает в машину. Увидев Алекса, Брайс сбегает и едва не сбивает его. Уолтер перегораживает путь, и Брайс бежит к поезду. Алекс преследует его, вбегает в вагон и осматривается по сторонам. Брайс стреляет в него, но промахивается. Алекс прячется, и когда поезд тормозит, прыгает и сбивает Брайса с ног. Его арестовывают, и пуля из пистолета Брайса совпадает с той, которую вытащили из плеча Уолтера. Вскоре мать Эммы показывает им запись, которую ей прислала Эмма. На ней Брайс насилует девушку, и когда Эмма пригрозила сообщить в полицию, он убил её и забрал телефон, которым была сделана запись. Брэнди соглашается дать показания и говорит, что в клубе многое происходит, но все делают вид, что ничего не случилось. Позже Максин собирает всех остальных и говорит, что они должны отпраздновать первое дело, которое она помогла им раскрыть, и приносит пиво и пиццу, а также говорит, что любит обниматься, и обнимает всех. |                                                         |                  |                  |
| 15 | «'Дело Донована (англ. Donovan Doe)'»                   | 9 марта 2010     | 2J5066           |
| Двое школьников идут в лес, расположенный рядом со школой, и случайно находят там ящик с надписью "взрывчатка". Когда на место приезжают сапёры и открывают ящик, то находят внутри розовую куртку, кости и череп, по всей видимости, принадлежавший ребёнку. Грейс звонит Алексу, и когда тот приезжает, то узнаёт куртку и говорит, что такую носила Люси в тот день, когда она пропала. Все остальные вещи ей не принадлежали, но куртка определённо была её. Алекс считает, что полиция наверняка захочет, чтобы он не занимался этим делом. Тайлер составляет фоторобот девочки, которая чем-то похожа на Люси, а Алекс перебирает остальные вещи и находит кроссворд. Среди слов зашифровано имя – Мэтью Кларк, и когда они находят его, мальчик рассказывает, что играет в игру и разыскивает спрятанные вещи. Он получает новое задание через Интернет и пытается найти, где оно спрятано. Мэтью говорит, что положил газету с кроссвордом, а остальные участники игры сложили свои вещи – брелок для ключей и резинку для волос. Группа разгадывает ещё один кроссворд и получает координаты местности. Грейс получает результаты анализа ДНК и сообщает Алексу, что жертва – не Люси, но он всё равно намерен довести дело до конца. Они находят следующую подсказку, которая содержит аббревиатуру и записку со словами "вы не сможете поймать меня". Тайлер находит женщину, оставившую божью коровку, расспрашивает её, и та говорит, что видела подозрительного типа. Тайлер составляет его портрет, и вскоре они узнают, что мужчину зовут Уильям Холландер, но у Грейс нет ничего, за что Холландера можно было бы задержать. Алекс приходит к дому Холландера, и тот говорит, что мог убить и других девочек, включая дочь Алекса, и предлагает поймать его. Следующая подсказка выводит группу на пропавшую девочку из Пенсильвании – Стефани Сомерс. Тётка Стефани рассказывает им, что Стефани исчезла пять лет назад. Вскоре её отец покончил с собой, а мать уехала из Филадельфии, чтобы начать новую жизнь. Двоюродный брат Стефани говорит Алексу, что подобрал её рюкзак, с которым Стефани играла перед тем, как её похитили. Рюкзак сохранился, и отпечатки с лежащих в нём предметов совпадают с отпечатками Уильяма Холландера. Тот продолжает играть с Алексом в загадки и предлагает назвать места, где он похоронил тела трёх своих жертв в обмен на отмену смертной казни. Полиция находит тела, но среди них нет Люси. Алекс говорит Кэндис, что его дочь может быть мертва, и он пытается смириться с этим. Кэндис отвечает, что он не знает этого, и не должен сдаваться, а должен продолжать искать её. Вскоре они находят мать Стефани Карен в Небраске, и Алекс вместе с Кэндис едет к ней. Они находят дом, и когда Алекс говорит Карен, что останки её дочери найдены, она ведёт себя странно и хочет, чтобы они ушли. Услышав шум, Алекс звонит в дверь, и дверь открывает девочка, в которой он узнаёт Люси. Карен похитила её после того, как исчезла Стефани, и психиатр говорит Алексу, что пока неясно, сколько Люси пробудет в шоке. Алекс говорит с ней, и когда Люси видит на его руке браслет, который она когда-то для него сделала, она вспоминает его и плачет. Алекс забирает её домой и рассказывает о своей команде, которые помогли отыскать её и многих других людей. |                                                         |                  |                  |
| 16 | «'Дизайнер (англ. Designer Jane)'»                      | 3 июля 2010      | 2J5065           |
| На благотворительном вечере проводится аукцион, и когда ставки доходят до тысячи долларов, раздаются выстрелы. Одна из женщин, Лидия, оказывается рядом с неизвестной женщиной, в которую попадает пуля, и она умирает у неё на руках. Несколько месяцев спустя Лидия встречается с Алексом, с которым они не виделись десять лет, и говорит, что сейчас занимается благотворительностью. Она показывает урну с прахом неизвестной и просит установить её личность. Лидия рассказывает о стрельбе на благотворительном вечере, и что эту женщину так и не опознали, тело кремировали, и теперь она хочет найти родственников и вернуть урну. Алекс приводит Лидию домой, та ещё раз рассказывает остальным о случившемся, и Тайлер рисует портрет женщины. С этим рисунком Алекс и Тайлер расспрашивают свидетелей, и официантка предлагает им расспросить гардеробщика Шона. Парень вспоминает, что видел эту женщину в раздевалке вместе с Томасом Джорданом. Тот дал ему пятьсот долларов, и Шон подумал, что они не хотели, чтобы им мешали. Он также вспоминает, что сразу после выстрелов на улице какой-то водитель сбил велосипедиста. Максин отправляется к дому Томаса Джордана, а Алекс тем временем выясняет, что Томасу было предъявлено обвинение в изнасиловании. Он звонит Максин и говорит немедленно уезжать, и в этот момент в неё врезается отъехавшая от дома чёрная машина. Чуть позже Алекс приезжает в полицию и узнаёт, что в Максин врезалась жена Томаса – Франческа, которая приняла Максин за очередную любовницу мужа. Грейс допрашивает её, и Франческа заявляет, что не позволила бы любовницам Томаса приезжать в её дом. Когда в участок приезжает Джордан, Алекс и Максин спрашивают его о женщине. Тот говорит, что между ними ничего не было – она хотела показать платье, которое сама сшила, а её имени он не запомнил. Женщина сказала, что обратиться к нему ей посоветовала модель Хлоя Деверо. Алекс и Максин возвращаются домой, и Максин говорит, что попытается устроить встречу с Хлоей. Тем временем Тайлер и Уолтер находят велосипедиста, который сообщает, что водитель сбившей его машины носил кольца в ушах и татуировки. Кэндис и Максин приходят на показ мод и находят Хлою. Та сначала не желает с ними говорить, но когда они узнают её акцент и догадываются, что Хлоя – не француженка, которой притворяется, та вспоминает, что советовала какой-то женщине обратиться к Томасу. Она не помнит, как её звали, но женщина недавно приехала в город и хотела попасть в мир моды. Алексу и Лидии не удаётся получить улики, и тогда вечером они приезжают к хранилищу, и Алекс пробирается внутрь через окно. В хранилище он находит коробку с платьем женщины и видит на нём ярлык с буквами "РУ" и фотографирует его. Выбравшись на улицу, Алекс попадается полицейским, и его арестовывают. Лидия возвращается домой и сообщает остальным об аресте Алекса, и что он сделал фотографию. Кэндис находит эту эмблему на студии Марии Трехо. Алекса тем временем сажают в КПЗ, он едва не дерётся с сидящими там бугаями, но их останавливает ещё один арестованный. Когда-то Алекс помог его кузену Гектору Диазу найти и похоронить жену. Алекс спрашивает, не может ли он помочь ему найти стрелка, и тот отвечает, что знает человека, с которым Алексу стоит поговорить. Кэндис и Максин приходят на студию Марии Трёхо и узнают, что женщина была там, но ей сказали прийти через год. Вечером Алекс приходит на автобусную остановку и садится рядом с мужчиной. Он притворяется, будто хочет нанять наёмного убийцу, и мужчина отвечает, что Алексу стоит искать Каттера, и он свяжется с ним. Тайлер тем временем узнаёт, что убитую женщину звали Рэйчел Уолдер – она арендовала склад и несколько месяцев не появлялась там. Грейс отпускает Алекса без предъявления обвинений, и они встречают Скотта, брата Рэйчел. Лидия отдаёт ему урну, и Скотт рассказывает, что Рэйчел мечтала стать модельером и для этого поехала в Чикаго. Лидия говорит, что Рэйчел была рядом с ней, и она ничего не смогла сделать, чтобы спасти её. Вскоре Грейс находит Каттера – его арестовывают и доставляют в участок. На допросе тот заявляет, что не знал причину, по которой его наняли, но его целью была не Рэйчел, а Лидия. Алекс начинает расспрашивать Лидию, кто мог желать ей смерти. Та говорит, что ни с кем не ссорилась, а её бывший парень сам её бросил. Недавно Лидия и её босс Перри уволили ассистентку, но и она не подходит на роль убийцы. Также она припоминает, что год назад они уволили парня, кравшего деньги из фонда, но тот вроде бы сел в тюрьму. Когда они находят его, то Хэнсен говорит, что его досрочно освободили, и показывает ножной браслет. Затем Кэндис и Лидия едут в офис, чтобы попытаться найти убийцу в файлах, а Алекс и Тайлер находят бывшего парня Лидии. Тот работает на стройке и говорит, что не так давно к нему приходил какой-то тип и требовал, чтобы он перестал с ней встречаться. Поскольку мужчине не были нужны неприятности, он решил порвать с Лидией. В это время Перри входит в офис и спрашивает, что Лидия и Кэндис тут делают. Те отвечают, что пытаются найти убийцу. Перри достаёт пистолет и говорит Лидии, что она не замечала его. Та отвечает, что думала, будто они только работали вместе. В этот момент появляется Грейс, Перри стреляет, но появляется Алекс, который и убивает Перри выстрелом из коридора. Позже, когда все собираются дома у Алекса, Лидия говорит, что Рэйчел не должна была из-за неё умереть. |                                                         |                  |                  |
| 17 | «'Живой (англ. Living Doe)'»                            | 3 июля 2010      | 2J5064           |
| Алекс вбегает в дом, зовёт Кэндис, но её нигде нет. Дверь открывается, Кэндис вваливается в дом и просит о помощи. Неделей раньше, когда все собрались, чтобы найти очередное дело, в дверь кто-то стучит. Алекс открывает и видит на пороге парня. Тот спрашивает, он ли Алекс Донован, который ищет людей, и просит найти его самого. Парень рассказывает, что четыре года назад его избили в переулке у алкогольного магазина, он четыре года пролежал в коме, и три месяца назад пришёл в себя. Он помнит только то, что случилось перед нападением, и хочет узнать своё имя и прошлое. Его называют Джоном, но парень не уверен, что это его имя. Команда берётся за дело, Тайлер фотографирует Джона, чтобы опубликовать снимки, а Джон говорит, что у нападавшего был золотой зуб. Кэндис проверяет по системе и говорит, что ДНК Джона там нет. Затем Уолтер, Алекс и Тайлер вместе с Джоном приходят к магазину, возле которого было совершено нападение. Максин предлагает обратиться к её знакомому телеведущему, который может сделать объявление, и может быть, Джона кто-то опознаёт. Тот соглашается, и когда они с Алексом едут на студию, Джон начинает что-то вспоминать и выбегает из машины. Алекс бежит за ним, и они оба оказываются в кинотеатре, где Джон садится на кресло, на котором нацарапано имя Уилл, и говорит, что не может спасти кого-то. Когда они всё же добираются до студии, ведущий предлагает назначить награду в пять тысяч. Алекс и Джон оказываются перед камерами, и как только ведущий задаёт вопрос о пропавшей дочери Алекса, тот покидает студию. Позже Кэндис и Джон приходят в музыкальный магазин, и Джона узнаёт девушка-продавец. Она говорит, что его зовут Эрик – как Эрика Клэптона, и что он постоянно приходил, брал гитары и играл, но не покупал. Эрик берёт гитару, пытается играть, но у него ничего не получается. Вернувшись домой, Алекс достаёт коробку с вещами Люси и перебирает их. Кэндис получает сообщение, в котором некий Кевин Рэтнер утверждает, что знает Эрика. Она едет к нему, и Рэтнер говорит, что он и Аллен МакДональд учились вместе и были в одном братстве. Кэндис отвечает, что их парня зовут Эрик, Рэтнер поправляется, потом толкает Кэндис, и на пол падают трубки для курения наркотиков. Рэтнер нападает на неё, Кэндис же угрожает достать пистолет и ранить его, и он позволяет ей уйти. Выйдя из номера, она звонит Грейс и сообщает, что та может арестовать Рэтнера за употребление и хранение наркотиков. Затем Алекс и Эрик приходят к Дэррилу Диазу, который ищет родственников людей по ДНК, и он установил, что у Эрика есть родственник – Арлен Салливан, который живёт в Чикаго. Алекс и Эрик едут туда, по дороге они переходят на красный свет, и их останавливает коп. Эрик обращается к нему по-японски, но коп не понимает ни слова. Алекс показывает удостоверение, коп отпускает их, и они едут к Салливану, но Арлен не узнаёт Эрика. Он говорит, что парень похож на его дядю Дэйла, у которого был сын. Но Дэйл и его жена погибли в дорожной аварии в 1987 году. Вернувшись домой, они проверяют эту информацию и узнают, что Дэйл Салливан и его жена действительно погибли, а их сын Эрик отправился в приют и несколько раз менял приёмных родителей. Алекс и Кэндис решают проверить последних, и когда приезжают к дому, им никто не открывает. Соседка говорит, что хозяева дома уехали, прячась от кредиторов, а когда Алекс показывает ей фото Эрика, женщина узнаёт его. Она говорит, что это Эрик Салливан, и что он отличался от прочих детей в приюте. Они с мужем научили его говорить по-японски. Соседка вспоминает, что Эрик давно уехал, но периодически навещал Уилла Рейнолдса, который был для него как брат. Она слышала, как Уилл и Эрик ругались, и Эрик говорил, что Уилл за что-то заплатит, а потом ушёл. Вскоре после этого Уилл пропал. Тем временем Кэндис получает ещё одно сообщение, в котором кто-то пишет, что у него есть вещи Эрика, и он готов их отдать. Вместе с Эриком Кэндис едет по этому адресу, и по пути им звонит Алекс. Он сообщает ей то, что узнал от соседки, и хочет, чтобы они вернулись домой. Кэндис останавливает Эрика и говорит, что Алекс просит вернуться. Тот догадывается, что она что-то подозревает, и скрывается в переулке. Кэндис бежит за ним, и кто-то нападает на неё и делает укол в шею. Алекс приезжает домой, там никого нет, а следом появляется Кэндис. Она падает на пол, Алекс звонит в скорую помощь, и Кэндис забирают в больницу. Там определяют передозировку героина – нападавший явно намеревался убить её. Алекс и Уолтер едут в кинотеатр и находят Эрика на том же кресле. Эрик говорит, что боится вспоминать прошлое, так как ему может это не понравиться. Он не помнит, что случилось между ним и Уиллом. Кэндис приходит в себя и рассказывает Тайлеру, Максин и Грейс о том, что случилось в переулке. Грейс говорит, что этот человек явно пытался заманить Эрика в ловушку, и для этого подал объявление. Им не может быть Рэтнер, поскольку он уже сидит за решёткой. Когда Алекс и Уолтер ведут Эрика по улице, на них выходит вооружённый тип. Уолтер бросается на него, Алекс и Эрик убегают на парковку, а Уолтер прячется в будке и вызывает полицию. Эрик прячется за машиной, Алекс следит за типом, кричит ему, что тот узнал Эрика в новостях и решил расправиться с ним до того, как он всё вспомнит и узнаёт в нём нападавшего. В это время Эрик вспоминает, как Уилл приехал к магазину. За три года Уилл стал ему как брат, и после того, как приёмная мать выставила Эрика из дома в восемнадцать лет, он приглядывал за Уиллом. Тот связался с каким-то наркодилером, и тот требовал, чтобы Уилл помог ему ограбить магазин. Потом появился наркодилер и напал на Эрика, а напуганный Уилл убежал. Когда преступник оказывается к Алексу спиной, он нападает на него и арестовывает. Полицейские уводят типа, и Эрик видит его золотой зуб. Позже Алекс и Уилл сидят на скамейке в парке, и Уилл благодарит его за то, что они помогли ему обрести себя. Он сожалеет, что Уилл тоже пропал, но Алекс нашёл и его – Уилл подходит к ним и говорит Эрику, что считал его мёртвым, испугался и убежал. Алекс оставляет их вдвоём и уходит. Вернувшись домой, Алекс видит там Кэндис, которая перебирает вещи в коробке Люси. Она извиняется за то, что взяла их без спроса, а потом целует его. |                                                         |                  |                  |

## Рейтинги

### Сезон 1
| Номер эпизода | Дата показа      | Рейтинг 18-49 | Смотрели |
| ------------- | ---------------- | ------------- | -------- |
| 1             | 22 сентября 2009 | 2.5/7         | 9.53     |
| 2             | 29 сентября 2009 | 2.0/6         | 7.52     |
| 3             | 3 октября 2009   | 2.0/6         | 7.81     |
| 4             | 13 октября 2009  | 2.1/6         | 7.58     |
| 5             | 20 октября 2009  | 2.0/6         | 7.62     |
| 6             | 27 октября 2009  | 2.0/5         | 8.56     |
| 7             | 3 ноября 2009    | 1.9/5         | 8,88     |
| 8             | 17 ноября 2009   | 1.8/5         | 7.53     |
| 9             | 1 декабря 2009   | 1.2/3         | 5.46     |
| 10            | 5 января 2010    | 1.2/3         | 4.38     |
| 11            | 12 января 2010   | 1.2/3         | 4.37     |
| 12            | 9 февраля 2010   | 2.0/6         | 5.93     |
| 13            | 16 февраля 2010  | 1.7/4         | 4.97     |
| 14            | 23 февраля 2010  | 1.7/5         | 5.02     |
| 15            | 2 марта 2010     | TBA           | 4.85     |
| 16            | 9 марта 2010     | TBA           | 2.68     |
| 17            | 16 марта 2010    | TBA           | 3.06     |